# Philippe Goffin
Philippe Goffin (ur. 1 kwietnia 1967 w Rocourt) – belgijski i waloński polityk, prawnik oraz samorządowiec, deputowany, od 2019 do 2020 minister na szczeblu federalnym.

## Życiorys
Urodził się w Rocourt, włączonym później w skład Liège. Z wykształcenia prawnik, uzyskał uprawnienia notariusza. Działacz walońskich liberałów, dołączył do Ruchu Reformatorskiego. W 2000 został burmistrzem miejscowości Crisnée. W 2010 po raz pierwszy uzyskał mandat posła do Izby Reprezentantów, z powodzeniem ubiegał się o reelekcję w 2014, 2019 i 2024.
30 listopada 2019, w związku z odejściem Didiera Reyndersa do Komisji Europejskiej, dołączył do rządu Sophie Wilmès, obejmując stanowisko ministra spraw zagranicznych oraz obrony. Ponownie mianowany na tę funkcję w marcu 2020, gdy Sophie Wilmès utworzyła swój drugi rząd. Zakończył urzędowanie w październiku 2020.